# Попов, Михаил Иванович (депутат)
Михаил Иванович Попов (род. 15 ноября 1942 года, СССР) — российский учёный, политический деятель, заведующий Корякской лабораторией Института национальных проблем образования Министерства образования Российской Федерации (1993), депутат Государственной Думы ФС РФ первого созыва (1993—1995), исследователь корякского языка, автор нескольких учебников по корякскому языку, кандидат педагогических наук.

## Биография
В 1969 году получил высшее образование по специальности «филология» в Астраханском государственном педагогическом институте. В 1969—1970 году работал учителем истории, с 1972 по 1974 был заведующим отделения колхоза. С 1974 по 1975 работал в Олюторском районном комитете КПСС Камчатской области инструктором райкома, с 1975 по 1978 год работал методистом по возрождению корякского языка. С 1978 по 1993 год работал Институте национальных проблем образования Министерства образования РФ научным сотрудником, старшим научным сотрудником, заведующим Корякской лабораторией института.
В 1993 году избран депутатом Государственной думы Федерального Собрания Российской Федерации первого созыва от Корякского одномандатного избирательного округа № 217 (Корякский автономный округ, Камчатская область). В Государственной думе был членом комитета по делам национальностей, входил депутатскую группу «Стабильность».
В 1996 году защитил диссертацию на соискание учёной степени кандидата педагогических наук по теме «Развитие устной речи учащихся в букварный период обучения родной грамоте в корякской школе». Является соавтором нескольких учебников по корякскому языку.